# جزيرة أبو عرج (ميدي)

تعديل مصدري - تعديل

جزيرة أبو عرج هي إحدى جزر مديرية ميدي التابعة لمحافظة حجة.